# 片木美穂
片木 美穂（かたぎ みほ、旧姓：小西、1973年（昭和48年）9月13日 - ）は卵巣がん体験者の会スマイリー代表。

## 来歴
1973年9月13日、大阪府大阪市に生まれる。
1992年、金蘭会高等学校卒業。
1994年、金蘭短期大学国文科卒業、トランスコスモス株式会社に入社。
1999年、トランスコスモス株式会社を退社。、結婚を機に東京都国分寺市に転居、その後東京都三鷹市転居する。
2004年4月、卵巣がんが判明（当時30歳）。
2006年9月、卵巣がん体験者の会スマイリー代表となる。
以後、講演活動の他、各種メディアに積極的に登場するなどし、精力的な活動を続けている。
また、卵巣がんの抗がん剤ドキシルの早期承認を求め大きく貢献した。
抗がん剤ゲムシタビン、トポテカンについては2010年より開催されている「医療上の必要性の高い未承認薬・適応外薬検討会議」において公知申請が認められる最初の事例となった。
この際、薬剤が承認前に保険適用の前倒しがおこなわれたが、そのスキームが導入される背景には保険適用を求める患者会の活動が大きい。
2008年12月から、雑誌「クリニカル・リサーチプロフェッショナルズ」にて「がん臨床試験と患者の視点
　―患者会活動の現場から―」を連載中。
2009年から、婦人科悪性腫瘍研究機構倫理委員。
2009年から、北関東婦人科がん臨床試験コンソーシアム倫理委員。
2011年から、厚生労働省　厚生科学審議会医薬品等制度改正検討部会委員。
2012年から、国立がん研究センターがん対策情報センター外部委員。

## 人物
2001年に、男児を出産している。
ロック (音楽)バンドのPERSONZと交流があり、2009年に女性のがんを啓発するチャリティーライブを行っている。
活動に感銘をうけたPERSONZは19枚目のアルバム「ROCK'A'THERAPY」でイメージをした曲「MEDICINE」を発表。
同タイトルのツアーDVDでもSPECIAL THANKSとして名前が登場している。
ドラッグ・ラグの問題に関して全国から講演の依頼が多く、また片木本人の信念や話の内容に多くの共感を呼び、毎年定期的に講演を依頼するところもある。
ドラッグ・ラグ解消を訴える一方、薬害肝炎訴訟九州原告団である福田衣里子とセミナーを行ったり、東京HIV訴訟（薬害エイズ事件）原告である川田龍平が主宰する勉強会で講師を行うなど活動の幅を広げている。
2010年04月に独立行政法人となった国立がん研究センター初代理事長の嘉山孝正と親交が厚く、天野慎介と共に第1回の定例記者会見に患者会代表として出席している。
その後、複数の定例記者会見や、2011年、イレッサ訴訟の和解勧告が出された際にも国立がん研究センター緊急会見に同席しており嘉山孝正との信頼関係が厚いことがうかがえる。
2010年04月に抗がん剤ドキシルが包括払いになったことで医療機関が大きな損害を受ける可能性を公表。中央社会保険医療協議会では嘉山孝正らがこの問題を指摘。
厚生労働省の足立信也政務官が解決に乗り出し、たった2カ月で元の出来高払いに戻した。
2010年07月天野慎介と適応外医薬品の早期保険適用を求める呼びかけを行い、がん患者会70団体の賛同を集め厚生労働省などに提出した。がん対策基本法施行以降、散り散りになっていたがん患者会を再び結束させたとして大きな注目を集めた。
2010年10月、集英社のコミック雑誌YOU、オンナの病気をお話ししましょ。（作者：井上きみどり）で活動が漫画として紹介される。
2010年12月、複数のがん患者会有志によるネットワークJ-CAN発足（活動終了）。
2011年3月11日に発生した東日本大震災においては、被災した患者に必要な情報をいち早く発信、関係各所に働きかけ、その行動力に注目を集める。
※東日本大震災での情報発信にはJ-CANの活動に桜井なおみも加入。
2011年3月~12月まで開催された厚生科学審議会医薬品等制度改正検討部会では異色の委員としての暴れっぷりが紹介されている。
ドラッグ・ラグ問題に熱心に取り組んでいる活動家であるという印象が強いが、近年では臨床試験における諸問題やがん対策基本計画についてなども熱心に取り組んでおり、患者の目線から問題を解説するという識者の面も見せている。